# Bozieni (Neamț)
Bozieni es una comuna ubicada en el distrito de Neamț, Rumania.

## Superficie
Posee una superficie de 46,73 kilómetros cuadrados.

## Demografía
Hasta 2021 la población era de 2489 habitantes, con una densidad de población de 53,26 habitantes por kilómetro cuadrado.